# Communications Security Establishment

Heraldisk vapensköld.

Communications Security Establishment (CSE) är en underrättelsetjänst i Kanada som bedriver signalspaning. Deras uppgift är att hålla koll på utländska signaler. CSE är bunden till kanadensisk lag, och får därmed inte spionera på sina egna medborgare.
När man kollar en signal så ignoreras eller förstörs signalen från hemlandet, dock efter 11 september-attackerna i New York och Washington, D.C. så har deras makt utökats till att man får undersöka signaler i hemlandet, så länge själva signalen kommer utifrån. CSEC står under Kanadas försvarsdepartement och verksamheten regleras av Communications Security Establishment Act.